# La Lettre inachevée (téléfilm)
Pour les articles homonymes, voir La Lettre inachevée.
La Lettre inachevée est un téléfilm français réalisé par Chantal Picault en 1993.

## Synopsis
Irène, une femme brisée par la mort de son fils Stéphane, victime d'un accident lors d'une course de motocross, et qui élève seule ses deux filles, Sandrine et Clothilde. Marco, un jeune homme qui se prétend être l'ami de Stéphane, découvre sa lettre inachevée destinée à sa mère. Marco tente de la terminer en imitant avec application l'écriture de Stéphane, avec de l'imagination, mais il y insère des propos erronés sur ce dernier, puis la porte à Irène. Encore bouleversée, Irène accepte de l'accueillir chez elle, car le jeune homme semble avoir tant de choses à raconter à propos de Stéphane.

## Fiche technique
- Titre : La Lettre inachevée
- Réalisation : Chantal Picault
- Scénario : Chantal Picault, Valérie Lumbroso, Bernard Skira et Philippe Muyl
- Image : Hugues de Haeck
- Musique : Reinhardt Wagner
- Production : France 2, Telfrance
- Genre : Drame
- Durée : 1h30 minutes
- Date de diffusion : 10 novembre 1993 sur France 2 dans la série Les Mercredis de la vie

## Distribution
- Nathalie Nell : Irène
- Arnaud Giovaninetti : Marco
- Marc Berman : Gérard
- Joséphine Serre : Clothilde
- Delphine Zentout : Sandrine
- Élodie Bouchez : Michèle
- Frédéric Darie : Denis
- Catherine Herold : Florence
- Patrick Mille : Patrick
- Yolande Moreau : Lydia